# World Focus Airlines
World Focus Airlines (afgekort: WFA) is een voormalige regionale luchtvaartmaatschappij in Turkije. Het vloog naar bestemmingen in Europa en het Midden-Oosten. De thuishaven was Luchthaven Atatürk International (IST) in Istanboel. World Focus Airlines werd opgevolgd door Ankair.

## Codes
- IATA: -
- ICAO: VVF
- Callsign: World Focus

## Geschiedenis
De maatschappij werd opgericht op 27 september 2005. Ze begon haar vluchten met twee Airbus A310-toestellen.

## Vloot

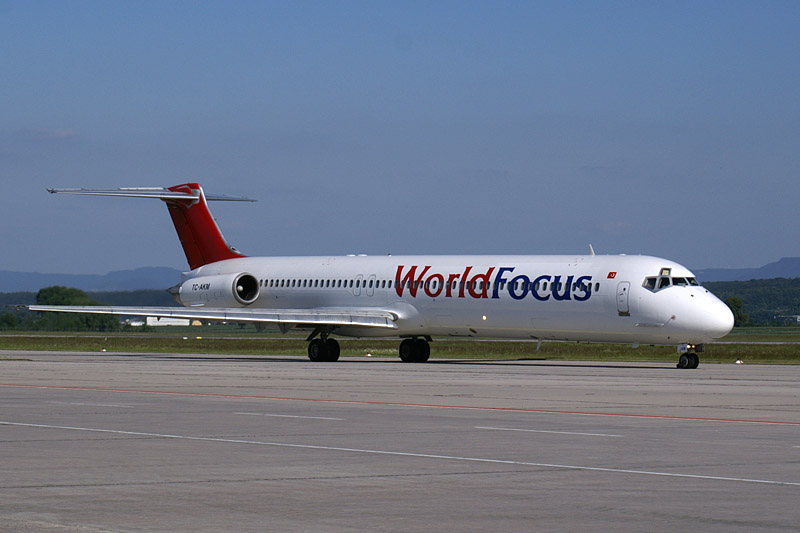
De neergestorte MD-83 TC-AKM

De maatschappij vloog met twee McDonnell Douglas MD-83's. Op 30 november 2007 verongelukte een MD-83 van World Focus Airlines tijdens een binnenlandse vlucht. Het toestel was geleased door AtlasJet. De cockpitbemanning was van World Focues Airlines en de cabinebemanning van Atlasjet. Alle slachtoffers, 49 passagiers en zeven bemanningsleden, waren Turks.

## AnkAir
Kort na de vliegramp van Atlasjet-vlucht 4203 werd de naam veranderd in AnkAir.